# Мельницкий, Александр Сергеевич
Александр Сергеевич Мельницкий (1883—?) — советский военно-морской деятель, инженерный работник, начальник 1-го отдела Научно-исследовательского артиллерийского института РККФ, инженер-капитан 1-го ранга (1940).

## Биография
В 1909 году — поручик артиллерийской бригады.
Начальник 1-го отдела Научно-исследовательского артиллерийского института РКВМФ.

### Звания
- Военинженер 1-го ранга;[1]
- Инженер-флагман 3-го ранга (3 ноября 1939)[2][3].
- Инженер-капитан 1-го ранга (8 июня 1940)[4].

## Награды
Награждён двумя орденами Ленина, двумя орденами Красного Знамени, медалями.

## Публикации
- Мельницкий А. С. Отпечатки на снарядах. Морской сборник № 11 — 1935.